# Donny Hathaway (album)
Donny Hathaway est le second album studio de l'artiste de musique soul américain Donny Hathaway, paru le 2 avril 1971 sur le label Atco.
La majorité des chansons figurant sur ce disque sont des reprises de chansons pop , gospel et soul sorties à peu près au même moment.  Les reprises les plus remarquables sont l'interprétation par Hathaway de A Song for You de Leon Russell et une reprise influencée par l’Évangile de Giving Up de Gladys Knight & the Pips, écrite par Van McCoy. Il s'agit du deuxième des trois albums de studio solo que Donny Hathaway a publiés de son vivant, avant son suicide en 1979.  Le producteur d'Atlantic Jerry Wexler a repris la plupart des tâches de production, Donny Hathaway n'en produisant qu'un, écrit par lui-même, Take a Love Song.

## Liste des pistes
| 1. | Giving Up                       | Van McCoy                   | 6:20 |
| 2. | A Song for You                  | Leon Russell                | 5:25 |
| 3. | Little Girl                     | Billy Preston               | 4:47 |
| 4. | He Ain't Heavy, He's My Brother | - Bob Russell - Bobby Scott | 5:55 |

| 5. | Magnificent Sanctuary Band | Dorsey Burnette                    | 4:24 |
| 6. | She Is My Lady             | George Clinton                     | 5:33 |
| 7. | I Believe in Music         | Mac Davis                          | 3:38 |
| 8. | Take a Love Song           | - Donny Hathaway - Nadine McKinnor | 4:53 |
| 9. | Put Your Hand in the Hand  | Gene MacLellan                     | 3:49 |

| 10. | Be There       | Donny Hathaway                     | 3:02 |
| 11. | This Christmas | - Donny Hathaway - Nadine McKinnor | 3:51 |

## Personnel
- Donny Hathaway - voix principale, claviers (toutes les pistes)
- Myrna Summers - chœurs (pistes 1-7, 9)
- Sammy Turner - chœurs (pistes 1-7, 9)
- King Curtis - solo de saxophone ténor (piste 1)
- Joe Newman - trompette solo (plage 6)
- Chuck Rainey - toutes les guitares basses (pistes 1-7, 9)
- Phil Upchurch - basse électrique (8)
- JR Bailey - Chœurs (titres 1 à 7, 9)
- John Littlejohn - guitare, chant
- Cissy Houston - chœurs (pistes 1-7, 9)
- Judy Clay - chœurs (titres 1 à 7, 9)
- Cornell Dupree - guitare (pistes 1-7, 9)
- Chanteurs interconfessionnels - chœurs (pistes 1-7, 9)
- Jack Jennings - percussions
- Morris Jennings - batterie (piste 8)
- Steve Novosel - guitare basse supplémentaire (piste 8)
- Sylvia Shemwell - chœurs (pistes 1-7, 9)
- Myrna Smith - chœurs (titres 1 à 7, 9)
- Ivory Stone - chœurs (piste 8)
- Deirdre Tuck Corley - chœurs (pistes 1-7, 9)
- Lillian Tynes - chœurs (plage 8)
- Ronnie Bright - chœurs (pistes 1 à 7, 9)
- Al Jackson, Jr. - batterie (titres 1 à 7, 9)
- Arif Mardin , Donny Hathaway - arrangements pour cordes, cor et chorale

Réalisation technique
- Howard Albert, Murray Allen, Ron Albert, Gene Paul , Jimmy Douglass - ingénieurs du son
- Loring Eutemey - pochette
- Michael Woodlon - photographie de couverture